# Euroklíč
Euroklíč (Euro key, Euroschlüssel) je speciálně upravený klíč a s ním spojený systém zámků, který lidem se sníženou schopností pohybu a orientace umožňuje snadno, rychle a bez bariér využívat veřejně přístupné toalety, výtahy, schodišťové plošiny a jiná obdobná zařízení a kompenzační pomůcky.

## Historie
Systém euroklíče zavedl v roce 1986 CBF Darmstadt (Klub pro osoby se zdravotním postižením v Darmstadtu a jeho okolí). Autorem myšlenky euroklíče je Martin Dederichs. Systém euroklíče je jednotný v celém Německu, Rakousku; Švýcarsku a dalších evropských zemích, včetně České republiky.

## Euroklíč v České republice
V rámci České republiky myšlenku Euroklíče pomáhá prosazovat Národní rada osob se zdravotním postižením České republiky. Osobám se zdravotním postižením (držitelům průkazů TP, ZTP nebo ZTP/P), lidem s určitými onemocněními a rodinám s dětmi do 3 let jsou euroklíče vydávány bezplatně na základě žádosti. Distribuční místa jsou vždy v několika městech jednotlivých krajů České republiky. Na stránkách projektu je k dispozici seznam míst, kde lze klíč použít. Uživatelé si mohou také stáhnout aplikaci pro mobilní telefon se systémem Android, který jim podle aktuální polohy zobrazí na mapě všechna dostupná místa v okolí. Použití aplikace vyžaduje připojení k Internetu.

## Obdobné projekty v jiných zemích
V mnoha evropských zemích funguje systém Euroklíče. Není to však jediná a univerzální platforma. Například ve Velké Británii se používá odlišný systém pod názvem Radar Key.